# Cherry rajče

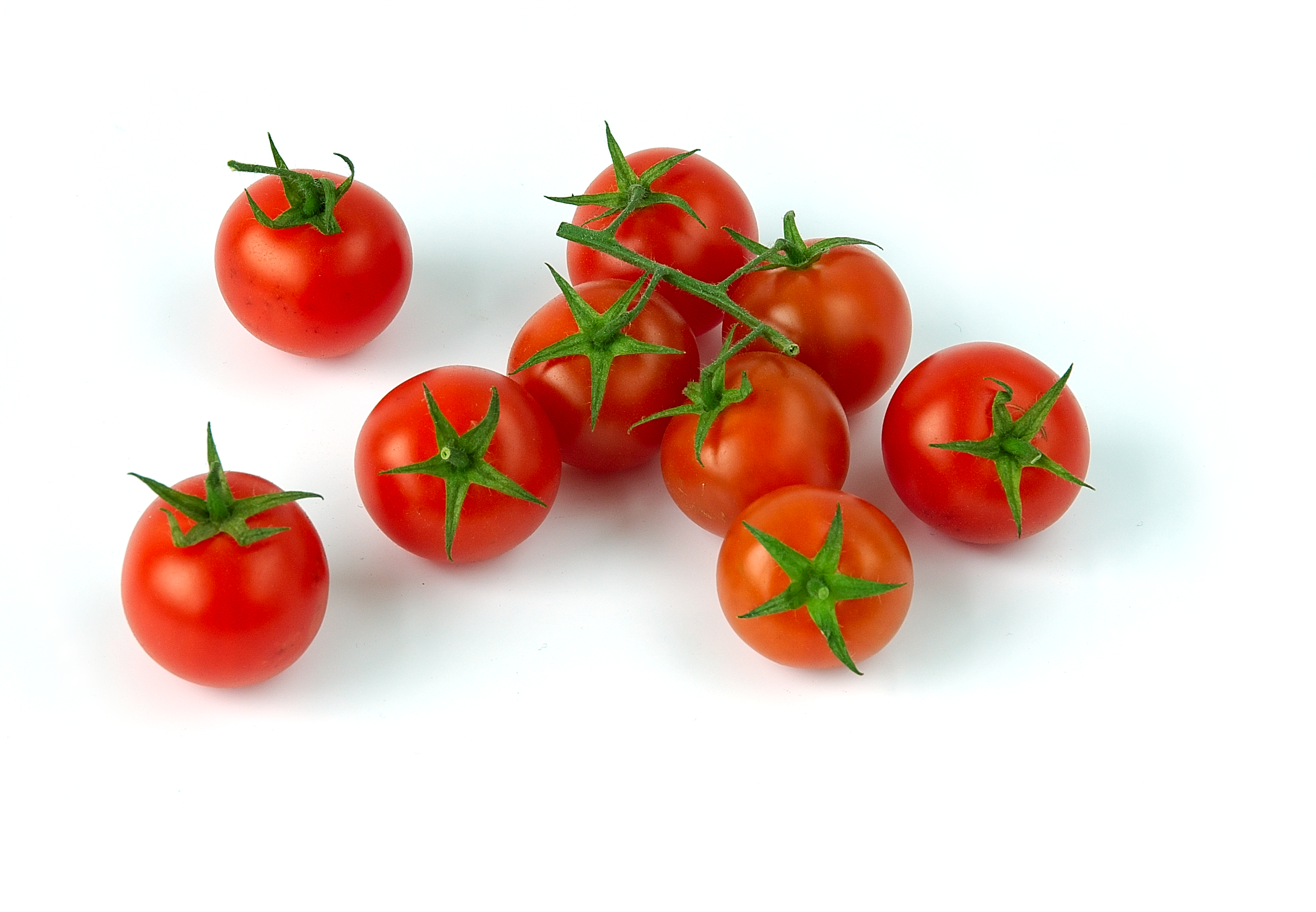
Cherry rajčata

Cherry rajče je druh malého kulatého rajčete, které představuje mezistupeň genetické směsi mezi planými rybízovými rajčaty a domestikovanými zahradními rajčaty. 
Cherry rajčata se velikostně pohybují od špičky palce až po velikost golfového míčku a tvarem mohou být od kulovitých po mírně podlouhlá. Ačkoli jsou obvykle červená, existují i další barvy jako oranžová, žlutá, zelená, fialová a černá. Ta, která mají podlouhlý tvar, sdílejí vlastnosti s slivonovými rajčaty a jsou známa jako ‘’hroznová rajčata’’. Cherry rajče je považováno za botanickou varietu pěstovaného bobulového plodu, ‘‘Solanum lycopersicum’’ var. ‘‘cerasiforme’’.